# Téléscaphe

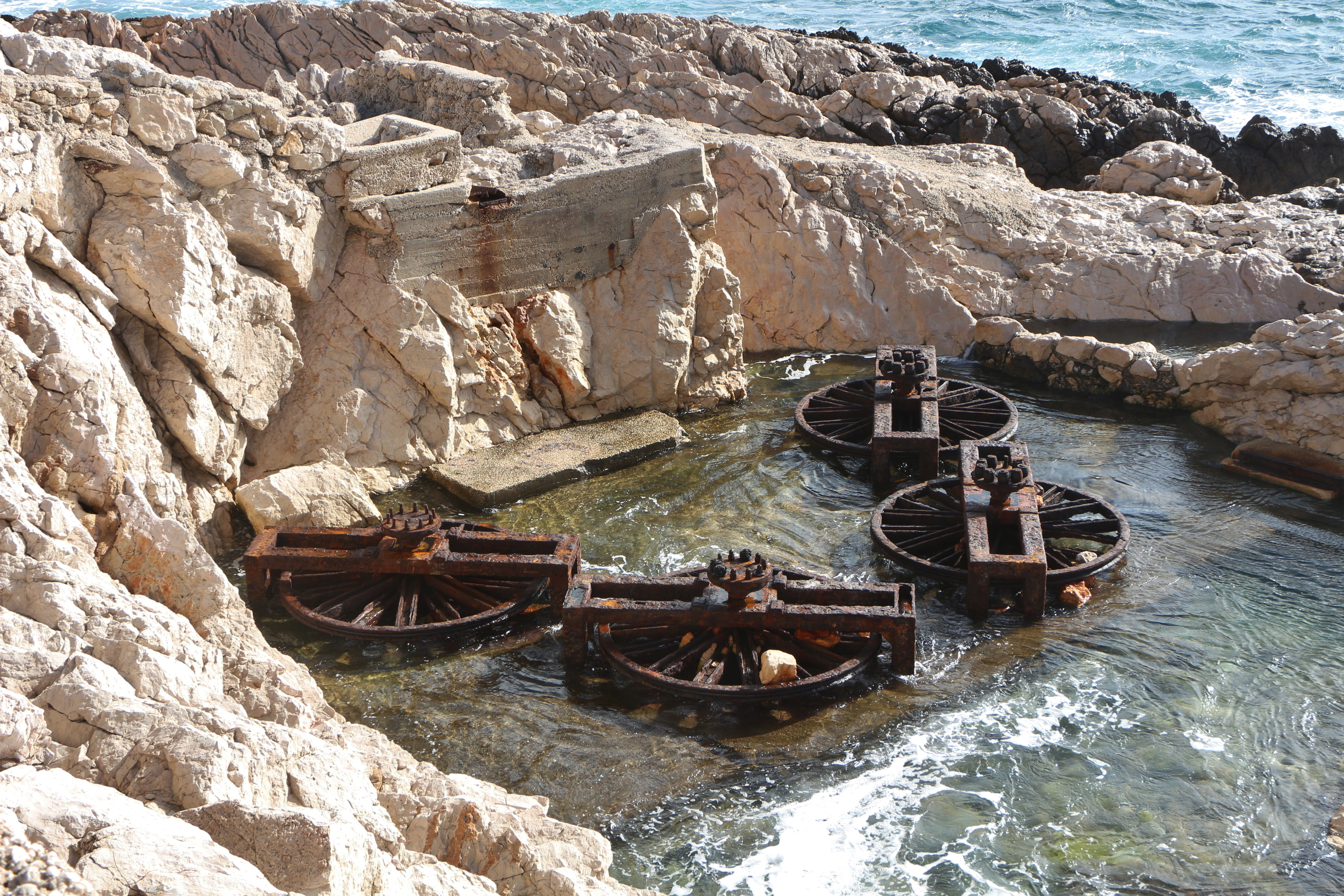
Vestiges de mécanismes à roues permettant de faire avancer les cabines du téléscaphe.

Le téléscaphe, pour « téléphérique » et « scaphandre », est un dispositif de téléphérique sous-marin permettant de visiter les fonds marins. Inauguré en juin 1967 entre les Goudes et la calanque de Callelongue dans le 8e arrondissement de Marseille, le téléscaphe ne dura qu'une année.

## Définition
D'après le dictionnaire, un téléscaphe est un:

« Téléphérique sous-marin composé d'un ensemble de cabines de plexiglas transparent dans lesquelles règne la pression atmosphérique normale et qui permet de recevoir des passagers. (Dict. XXes.). »

— https://www.cnrtl.fr/definition/t%C3%A9l%C3%A9scaphe

## Historique
James Couttet, skieur, et Denis Creissels, ingénieur en remontées mécaniques, s'associent au début des années 1960 pour créer un dispositif permettant de rendre la visite des fonds marins accessible à tous. Le chantier démarre dans la calanque en 1966 et se fait avec l'aide de la ville de Marseille et le service de l'École nationale des ponts et chaussées. L'inauguration fait l'objet de la première émission de télévision de nuit en mondovision.
Le téléscaphe ne dure qu'un an, du fait de son coût important, de décisions politiques et d'accidents supposés. Encore aujourd’hui, il est possible de voir quelques vestiges de ce téléscaphe, notamment le mécanisme des roues permettant de faire avancer les cabines.

## Aspect commercial
Pour douze francs, les curieux pouvaient effectuer un parcours de cinq-cents mètres à une dizaine de mètres de profondeur, durant une dizaine de minutes. À l'issue du voyage, un certificat était remis aux voyageurs.
Le voyage se réalise en télécabine.
Le projet fut un échec commercial.